# Gregory Range
Gregory Range är en bergskedja i Australien. Den ligger i delstaten Queensland, omkring 1 400 kilometer nordväst om delstatshuvudstaden Brisbane.
Omgivningarna runt Gregory Range är huvudsakligen savann. Trakten runt Gregory Range är nära nog obefolkad, med mindre än två invånare per kvadratkilometer. Genomsnittlig årsnederbörd är 817 millimeter. Den regnigaste månaden är januari, med i genomsnitt 227 mm nederbörd, och den torraste är augusti, med 1 mm nederbörd.